# Сол (регион)
Вижте пояснителната страница за други значения на Сол.
Сол (на сомалийски: Sool) е регион в северна Сомалия. Столица е град Лас Ануд. Този регион има богато историческо минало и е запомнена с анти-колониалното движение. От 2003 г. се намира под контрол на Пунтленд. След конфликта през 2007 г. се намира под контрола на Сомалиленд.
Сол е съставена от следните по-малки административни единици:
- Ласанод
- Айнабо
- Талех
- Худун Боан
- Ягори